# 黎家俊
黎家俊（Lai Clarence Ka Tsun，1991年4月6日—），香港男子劍擊運動員。

## 簡歷
2014年9月，黎家俊代表中國香港參加南韓仁川舉行的亞運會劍擊比賽。